# 회현면
회현면(澮縣面)은 대한민국의 전북특별자치도 군산시에 설치된 면이다.

## 개요
회현면은 만경강변에 위치한 간척지에서 생산되는 쌀은 《옥토진미》라 하여 이름이 높다. 전주군산 고속화 도로를 비롯한 전주,김제 방면 우회도로 개설로 교통의 중심지이다. 문화 마을 입지로 더욱 쾌적한 주거환경 실현하고 있다. 사법고시, 외무고시등 고시합격자 다수 배출로 고시촌이라고 불린다.

## 연혁
- 1914. 3. 1 : 옥구군 회현면

| 조선총독부령 제111호 | |               |
| 구 행정구역          | 구 행정구역                                                                                                | 신 행정구역   |
| 군산부 풍면(風面)    | 우동(雨洞), 고사일리(古寺一里), 고사이리(古寺二里), 대위리(大位里), 자동(尺洞), 학당삼리(學堂三里)         | 회현면 고사리 |
| 군산부 풍면(風面)    | 원우일리(院隅一), 원우이리(院隅二里), 신흥리(新興里)                                                       | 회현면 원우리 |
| 군산부 풍면(風面)    | 증석리(曾石里), 방채리(方蔡里), 표산리(瓢山里), 신당이리(新堂二里), 풍촌이리(風村二里), 학당이리(學堂二里) | 회현면 증석리 |
| 군산부 풍면(風面)    | 학당일리(學堂一里), 주현리(周峴里), 풍촌일리(風村一里), 학당일리(新堂一里), 신당삼리(新堂三里)             | 회현면 학당리 |
| 군산부 장면(長面)    | 원당이리(元堂二里), 금당리(金堂里), 광지산리(光之山里), 원당일리(元堂一里)                                 | 회현면 금광리 |
| 군산부 장면(長面)    | 대지산일리(大之山一里), 구정일리(九政一里), 대지산이리(大之山二里), 대지산삼리(大之山三里)                 | 회현면 대정리 |
| 군산부 장면(長面)    | 삼동(蓼洞), 장제일리(長梯一里), 장제이리(長梯二里), 세동이리(細洞二里), 죽동(竹洞)                         | 회현면 세장리 |
| 군산부 장면(長面)    | 오봉리(五峰里), 월평리(月坪里), 구정이리(九政二里), 월하산리(月下山里), 용연리(龍淵里)                     | 회현면 월연리 |
- 1995. 1. 1 : 군산시 회현면

## 행정 구역
| 법정리 | 한자명 | 행정리 | 비고 |
| ------ | ------ | ------ | ---- |
| 월연리 | 月淵里 |        |      |
| 금광리 | 金光里 |        |      |
| 대정리 | 大政里 |        |      |
| 세장리 | 細長里 |        |      |
| 고사리 | 古寺里 |        |      |
| 학당리 | 學堂里 |        |      |
| 원우리 | 院隅里 |        |      |
| 증석리 | 曾石里 |        |      |

## 학교
- 회현중학교
- 회현초등학교
- 오봉초등학교
- 용화초등학교 (회미로 725 (원우리), 2003년 폐교)

## 문화재
- 두세준 효열비

## 교통
- 지방도 제709호선